# Thames Navigation Commission
Die Thames Navigation Commission war für die Verwaltung der Themse in England zuständig. Insbesondere war sie dafür verantwortlich, dass im 18. und frühen 19. Jahrhundert Schleusen im Fluss gebaut und erhalten wurden.

## Geschichte

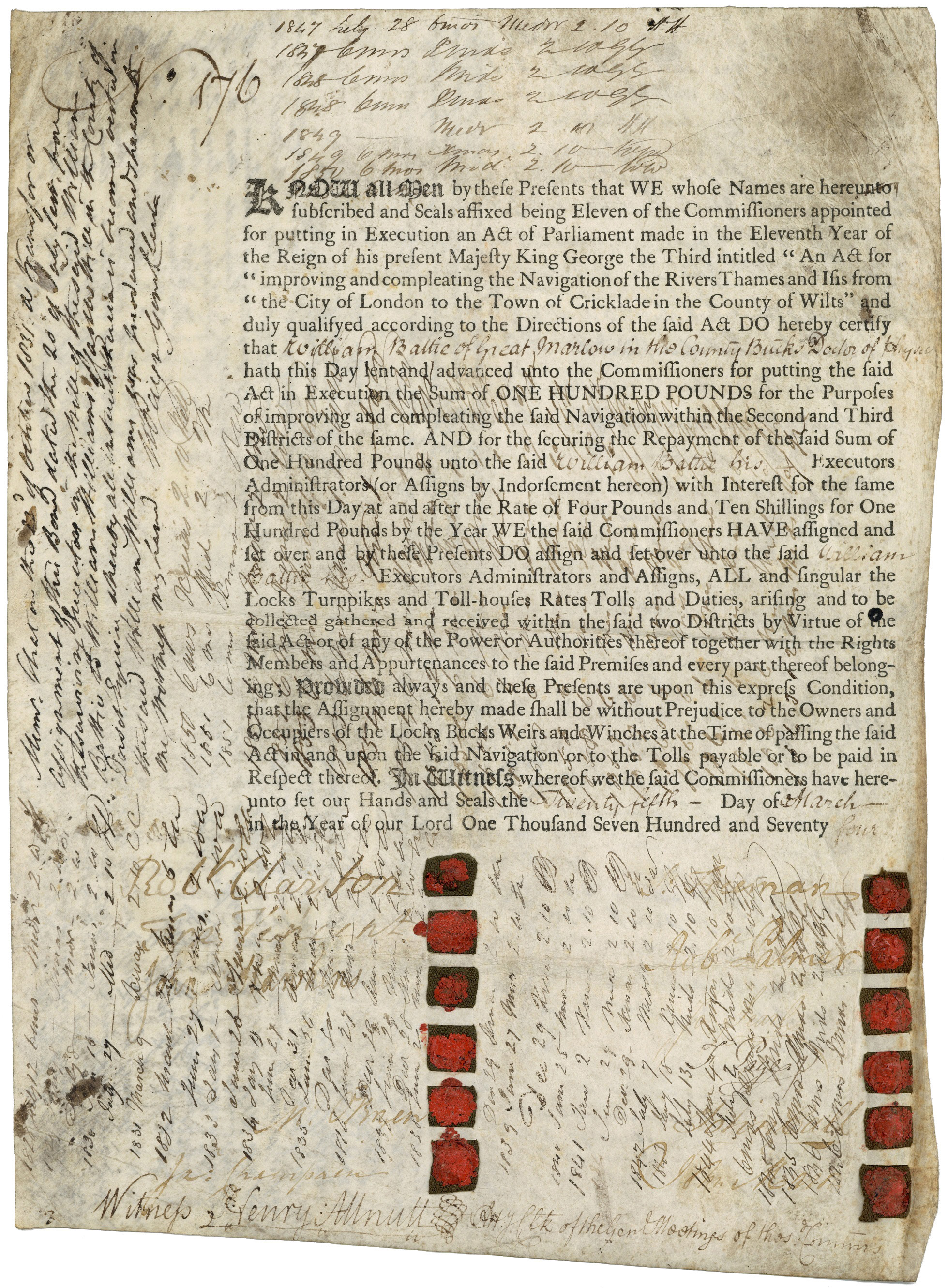
Regierungsanleihe über 100 £ zur Verbesserung und Vervollständigung der Schifffahrt auf den Flüssen Themse und Isis von der Stadt London bis zur Stadt Cricklade in der Grafschaft Wilts, ausgegeben am 25. März 1774, verzinst mit 4,5 % jährlich, gedruckt auf Pergament

Die erste Kommission, die sich mit der Verwaltung der Themse befasste war die Oxford-Burcot Commission, die in einem Gesetz von 1605 durch Jakob I. eingesetzt wurde. Sie war für den Fluss zwischen Oxford und Burcot verantwortlich.
Die Oxford-Burcot Commission konnte Erfolge für die Schifffahrt auf der Themse verzeichnen, deshalb wurden die Thames Navigation Commissioners 1751 durch ein weiteres Gesetz unter George II. als dauerhafte Einrichtung berufen. Diese Kommission hatte ähnliche Rechte wie ihr Vorgänger und war für den gesamten Fluss von der Quelle bis nach Staines verantwortlich. Frühere Kommissionen waren seit 1695 berufen worden, waren jedoch immer auf eine kurze Amtszeit festgelegt.
Die Thames Conservancy wurde 1857 gegründet. 1866 wurde befunden, dass es besser sei, wenn die gesamte Verwaltung des Flusses in einer Organisation zusammengefasst sei und unterstellte die Thames Navigation Commission der Thames Conservancy.

## Schleusen, die von der Thames Navigation Commission gebaut wurden
- Boulter’s Lock (1772)
- Hambleden Lock (1773)
- Hurley Lock (1773)
- Marlow Lock (1773)
- Marsh Lock (1773)
- Shiplake Lock (1773)
- Sonning Lock (1773)
- Temple Lock (1773)
- Caversham Lock (1778)
- Mapledurham Lock (1778)
- Cleeve Lock (1787)
- Goring Lock (1787)
- Whitchurch Lock (1787)
- Benson Lock (1788)
- Day’s Lock (1789)
- Abingdon Lock (1790)
- Buscot Lock (1790)
- Godstow Lock (1790)
- Osney Lock (1790)
- Rushey Lock (1790)
- St John’s Lock (1790)
- Pinkhill Lock (1791)
- Romney Lock (1798)
- Culham Lock (1809)
- Bell Weir Lock (1817)
- Clifton Lock (1822)
- Old Windsor Lock (1822)
- Cookham Lock (1830)
- Boveney Lock (1838)
- Bray Lock (1845)